# 10,000 Days (албум на Тул)
Вижте пояснителната страница за други значения на 10,000 Days.
10,000 Days е отличеният с Грами четвърти студиен албум на американската рок група Tool. Албумът е пуснат в продажба на 28 април 2006 г. в части от Европа, на 29 април в Австралия, на 1 май в Обединеното кралство и на 2 май в Северна Америка. Към края на 2007 г. албумът е продал 2.5 милиона копия по света и е получил Платинен статус от Асоциацията на звукозаписната индустрия в Америка.

## Запис
Албумът е записан в студиото O'Henry в Бърбанк, Калифорния, в студиото Grandmaster и в The Loft в Холивуд. Албумът е миксиран в Bay 7 в Северен Холивуд и дообработен в Gateway Mastering Studios в Портланд. Изданието от юни 2006 г. на списанието Guitar World (издадено на 11 април 2006) съдържа интервю с китариста Адам Джоунс, в което се обсъжда новият албум. Джоунс обяснява, че техниките, използвани за записа на албума включват използването на „pipe bomb микрофон“ (китарен адаптор, монтиран във вътрешността на месингов цилиндър) и употребата на толк бокс за китарното соло на песента „Jambi“. Pipe Bomb микрофонът и друга информация относно записа на албума е била публикувана допълнително на 1 юни 2006 г. в бройна списание Mix. Барабанистът Дани Кери е направил голяма част от звуковите ефекти в преходните песни в албума чрез използването на електронни барабани наречени мандали.

## Опаковка
Опаковката на албума съдържа колекция от изображения на твърд картон, които се виждат с помощта на стереоскопични очила, които се предоставят с албума.
На 11 февруари 2007 г. Адам Джоунс, художествен режисьор и китарист на групата, получава награда Грами за най-добра опаковка към албум за работата му върху опаковката на 10,000 Days

## Скрита песен
Три отделни песни от 10,000 Days могат да бъдат асемблирани в една. Скритата песен може да се чуе при промяна на реда на изпълнение и изпълнение по едно и също време. Въпросните песни са „10,000 days“ (11:13), „Wings For marie“ (6:11) и „Viginiti Tres“ (5:02). Ако се съберат 5:02 и 6:11, се получава 11:13, което е точната дължина на „10,000 days“. Редът, в който трябва да бъдат пуснати песните, е „Viginti Tres“ на първо място, след нея „Wings For Marie“ и всичко това, докато „10,000 days“ е пусната.

## Прием от критиката
10,000 Days получава предимно положителен прием от критиката, въпреки че е с по-малко ентусиазъм от предишните албуми на Tool. Повечето критици възхваляват албума като още един пример за способността на Tool като музиканти. Критиците, които дават относително ниска оценка на 10,000 Days, подлагат под въпрос наличието на интерлюдиите, които Tool са използвали и в предишни албуми. В допълнение песента „Vicarious“ е номинирана за нагарада Грами за „Най-добро хардрок изпълнение“. Списанието Ролинг Стоун го определя като 38-ия най-добър албум на 2006 г. Албумът също получава нагарада Грами през 2006 г. за най-добра опаковка на албум. През 2008 г. 10,000 Days получава още една номинация за Грами, когато песента „The Pot“ е номинирана за „Най-добро хардрок изпълнение“.

## Песни
| 1.    | Vicarious                 | 7:07  |
| 2.    | Jambi                     | 7:27  |
| 3.    | Wings for Marie (Pt 1)    | 6:11  |
| 4.    | 10,000 Days (Wings Pt 2)  | 11:13 |
| 5.    | The Pot                   | 6:21  |
| 6.    | Lipan Conjuring           | 1:11  |
| 7.    | Lost Keys (Blame Hofmann) | 3:46  |
| 8.    | Rosetta Stoned            | 11:11 |
| 9.    | Intension                 | 7:21  |
| 10.   | Right in Two              | 8:55  |
| 11.   | Viginti Tres              | 5:02  |
| 75:50 |                           |       |

## Класация
10,000 Days е влязал в американската класация Billboard 200 на първа позиция, продавайки 564 000 копия в първата си седмица. Това е вторият албум на Tool, който се изкачва на върха на Billboard 200 класацията в седмицата на публикуването си. В Австралия, 10,000 Days дебютира на първо място, продавайки 39 278 копия в първата си седмица. В Обединеното кралство албумът дебютира на четвърто място, най-високата им позиция в страната. Албумът е сертифициран от платинен в САЩ от RIAA на 9 юни 2006 г. От април 2007 г., 10,000 Days е продал 2.75 милиона копия в световен мащаб. От 7 юли 2010 г. албумът е продал 1 736 000 копия в САЩ.
| Държава              | Класация (2006)                                         | Най-висока позиция                                    |
| -------------------- | ------------------------------------------------------- | ----------------------------------------------------- |
| САЩ                  | Billboard 200                                           | 1 Архив на оригинала от 2007-09-29 в Wayback Machine. |
| Канада               | Canadian Albums Chart                                   | 1                                                     |
| Австралия            | Australian ARIA Albums Chart                            | 1                                                     |
| Нова Зеландия        | RIANZ Albums Chart                                      | 1                                                     |
| Австрия              | Austria Top 40 Longplay Charts                          | 1                                                     |
| Дания                | Album Chart                                             | 2 Архив на оригинала от 2007-03-12 в Wayback Machine. |
| Финландия            | Top 40 Album Chart                                      | 2                                                     |
| Франция              | French Albums Chart                                     | 7                                                     |
| Германия             | Media Control Charts                                    | 2 Архив на оригинала от 2007-01-01 в Wayback Machine. |
| Унгария              | MAHASZ Top 40 Chart                                     | 10                                                    |
| Ирландия             | IRMA                                                    | 6                                                     |
| Израел               |                                                         | 1                                                     |
| Холандия             |                                                         | 1                                                     |
| Норвегия             | VG/GGF                                                  | 1 Архив на оригинала от 2006-06-14 в Wayback Machine. |
| Полша                |                                                         | 1                                                     |
| Чехия                |                                                         | 23                                                    |
| Португалия           | Top Albums Chart                                        | [ 5 ]                                                 |
| Обединеното Кралство | UK Albums Chart                                         | 4                                                     |
| Швеция               | Grammofonleverantörernas förening (Best selling albums) | 2                                                     |

## Изпълнители
| Tool - Дани Кери – барабани, табла, перкусии - Мейнърд Джеймс Кийнън – вокали - Адам Джоунс – китара, ситар, творческа насока - Джъстин Ченсълър – бас китара | Гости - Бил Макконел – вокали в „Lipan Conjuring“ - Пийт Ридлинг – гласът на „Doctor Watson“, в „Lost Keys (Blame Hofmann)“ - Камела Грейс – гласът на Медицинската Сестра в „Lost Keys (Blame Hofmann)“ Production - Джо Бареси – тонрежисьор и тоноператор (споменат като „Evil Joe Barresi“) - Алекс Грей – илюстрации - Боб Лудвиг – мастъринг - Лъстморд – атмосферни ефекти в „10,000 Days (Wings Pt 2)“ |